# علم الجينوم المقارن
المحاذاة (عمل مطابقة)لكامل للجينوم هي عادة طريقة المثلى\المستخدمة في علم الجينوم المقارن. تكشف هذه المحاذاة (المطابقة) لثمانية جينومات بكتريا يرسينيا (Yersinia bacteria) عن 78 كتلة متداخلة محليًا (حيث أن إعادة التركيب يمكن أن تتسبب في إعادة ترتيب الجينوم، فقد يتم إعادة ترتيب المناطق الموروثة من نفس الأصل لأحد الجينومات أو قلبها بالنسبة لجينوم آخر.ولذلك أثناء عملية المحاذاة (المطابقة)، يحدد Mauve الأجزاء المحفوظة (لم يطرأ عليها تغير كبير (على المجموعات الوظيفية) على جيناتها عبر الزمن) التي تبدو خالية داخليًا (في نفس الجينوم) من إعادة ترتيب الجينوم. يشار إلى هذه المناطق على أنها كتل متداخلة محليًاLCBs).))محفوظة بين جميع الأصناف الثمانية. تم وضع كل كروموسوم بشكل أفقي ويتم إظهار كتل متجانسة في كل جينوم كمناطق متطابقة الألوان مرتبطة عبر الجينومات. المناطق المقلوبة بالنسبة إلى (Y. pestis KIM: وهي العامل المسبب للطاعون الدبلي والتهاب الرئة)يتم نقلها أسفل محور مركز الجينوم. [1]
علم الجينوم المقارن) المتعلق بمقارنة السالسل الجينية (هو حقل من البحث البيولوجي الذي يتم فيه مقارنة السمات الجينومية للكائنات الحية المختلفة. ]2[ ]3 ]السمات الجينومية قد تتضمن تسلسل الحمض النووي، الجينات، ترتيب الجينات، السالسل التنظيمية)سلسلة من نيوكليوتيدات الحمض النووي التي تنظم التعبير الجيني (، وغيرها من المعالم البنائية الجينومية. ]3 ]في هذا الفرع من علم الجينوم، تتم مقارنة أجزاء كاملة أو كبيرة من الجينوم الناتجة من مشاريع الجينوم لدراسة أوجه التشابه والختالف البيولوجية األساسية وكذلك العالقات التطورية بين الكائنات الحية. ]2[ ]4[ ]5 ] المبدأ الرئيسي لمقارنة الجينومات هو أن السمات المشتركة لكائنين غالبًا ما يتم تشفيرها داخل الحمض النووي الذي يتم حفظه تطوريًا بينهما. ]6 ]لذلك، تبدأ طرق علم الجينوم المقارن بعمل شكل من أشكال مطابقة)طريقة لترتيب الجينت لنحديد مناطق التشابه (سالسل الجينوم والبحث عن سالسل من أصل مشترك في الجينومات التي تم عمل المطابقة لها والتحقق من مدى حفظ)تشابه (تلك السالسل. بنا ًء على ذلك، يتم استنتاج الجينوم والتطور الجزيئي وهذا بدوره يمكن وضعه في سياق التطور الوراثي أو الوراثة السكانية على سبيل المثال. ]7]      
بدأت فعليًا ما أن توفر الجينوم الكامل لكائنين)أي جينومات)أسماء بكتيريا)السم العلمي (: بكتريا المستدمية النزلية)influenzae Haemophilus)و الميكوبالزما التناسلية)genitalium Mycoplasma)))في عام 1995، أصبح علم الجينوم المقارن اآلن مكونًا قياسيًا)معياريا: يتم الرجوع إليه (في تحليل كل تسلسل جينوم جديد. ]2[ ]8 ]و مع النفجار الذي حدث في عدد من مشاريع الجينوم نظ ًرا للتطورات الحاصلة في تقنيات تسلسل الحمض النووي، وال سيما طرق/نظريات تسلسل الجيل التالي في أواخر العقد األول من القرن العشرين، أصبح هذا الحقل أكثر تطوراً، الذي يجعل من الممكن التعامل مع العديد من الجينومات في دراسة واحدة. ] 9 ]كشفت علم الجينوم المقارن عن وجود درجات عالية من التشابه بين الكائنات الحية ذات العالقة، مثل البشر والشمبانزي، واألكثر إثارة للدهشة، التشابه بين الكائنات الحية التي تبدو بعيدة الرتباط، مثل البشر والخميرة)السم العلمي للخميرة:Saccharomyces[ .) 4 ]كما أظهرت التنوع الشديد في تكوين الجينات في سالالت تطورية مختلفة. ]8] 

## التاريخ
علم الجينوم المقارن هو كان األصل في المقارنة بين جينومات الفيروسات في أوائل الثمانينات. ]8 ]على سبيل المثال، تمت مقارنة فيروسات الحمض النووي الريبي الصغيرة التي تصيب الحيوانات)اسم الفيروس العلمي: فيروسه بيكورناوية (picornaviruses))وتلك التي تصيب النباتات)اسم الفيروس العلمي: فيروس فسيفساء اللوبيا) cowpea virus mosaic))واتضح أنها تشترك في تشابه تسلسل مهم وكبير وفي ترتيب جيناتها جزئيًا. ]10 ]في عام 1986، نُشرت أول دراسة لعلم الجينوم المقارن على نطاق أوسع، قارنت جينومات فيروس)الحماق-فيروسي)-varicella virus zoster))و فيروس)داء إبشتاين-بار)virus Barr-Epstein))الذي احتوى على أكثر من 100 جين لكل منهما. ]11] 
تم نشر أول تسلسل كامل لجينوم كائن حيوي، وهو) سلسلة المستدمية النزلية)Rd influenzae Haemophilus،)) في عام 1995[ .12 ]الورقة الثانية لتسلسل الجينوم كانت عن البكتيريا الطفيلية الصغيرة)الميكوبالزما التناسلية ًء من هذه الورقة، أصبحت التقارير عن) genitalium Mycoplasma))و التي نشرت في نفس العام. ]13 ]ابتدا الجينومات الجديدة حتما دراسات لعلم الجينوم المقارن. ]8] 
تم تطوير أول نظام مقارنة عالي الدقة لكامل الجينوم في عام 1998 بواسطة آرت دلشر وسيمون كاسيف وستيفن سالزبرغ)أسماء علماء (وطبق هذا النظام على مقارنة الكائنات الحية المجهرية شديدة الرتباط بكاملها مع المشاركين معها في معهد البحوث الجينية)TIGR .)يُطلق على النظام اسم) MUMMER)وقد تم وصفه في منشور في أبحاث األحماض النووية في عام 1999 .ويساعد النظام الباحثين على تحديد عمليات إعادة الترتيب الكبيرة، والطفرات ذات القاعدة الواحدة)أي التي تؤثر على نيوكليوتيد ضمن التسلسل الجيني (، وا النعكاسات، وزيادة التكرارات جنبا إلى جنب وغيرها من األشكال. في البكتيريا، يُمّكن) MUMMER) من تحديد األشكال المتعددة المسؤولة عن مقدار حدة الفيروس والتسبب في المرض والمقاومة للمضاد الحيوي. تم تطبيق النظام أي ًضا على مشروع الحد األدنى من الكائنات الحية في)TIGR)وبعد ذلك على العديد من مشاريع الجينوم المقارن 
كانت خميرة)cerevisiae saccharomyces:فطريات الخميرة(، خميرة الخباز، كانت أول حقيقيات النواة التي نشرت تسلسل الجينوم الكامل في عام 1996[ .14 ]بعد نشر جينوم الدودة) elegans Caenorhabditis: أحد أنوع الديدان األسطوانية (في عام 1998[ 15 ]جنبًا إلى جنب مع جينوم ذبابة الفاكهة)melanogaster Drosophila)في عام 2000[ ، 16 ]نشر جيرالد إم. روبين وفريقه ورقة بعنوان «علم الجينوم المقارن لحقيقيات النوى»، والتي قاموا فيها بمقارنة جينومات حقيقيات النوى ك) melanogaster. D ،elegans. C ، و cerevisiae. S ،) وكذلك بدائية النوى. ك)influenzae. H[ .)17]في الوقت نفسه، نشر بوني بيرجر وإريك الندر وفريقهم ورقة حول المقارنة بين الجينوم الكامل لإلنسان والفأر]18] 
مع نشر الجينومات الكبيرة للفقاريات في العقد األول من القرن العشرين، بما في ذلك اإلنسان، تم إصدار)اسم الصدار بناء على الكائنات التي تمت المقارنة بين جينومات كل منها:()Japanese, rubripes Takifugu pufferfish mouse and ،)وتم إصدار نتائج مسبقة لمقارنات الجينوم الكبيرة لتنزيلها أو لتصورها في متصفح الجينوم. بدالً من إجراء تحليالتهم الخاصة، يمكن لمعظم علماء األحياء الوصول إلى هذه المقارنات بين األنواع الكبيرة وتجنب الالعملية)أي عدم القابلية للتنفيذ بسهولة (الناجمة عن حجم الجينومات. ]19] 
نظريات تسلسل الصدار\الجيل التالي، والتي تم تقديمها ألول مرة في عام 2007، أنتجت كمية هائلة من البيانات الجينومية وسمحت للباحثين النشاء سالسل متعددة)بدائية النواة (للجينوم في وقت واحد. يمكن لهذه الطرق أي ًضا أن تكشف بسرعة عن األشكال المتعددة للنكليوتيدات واإلضافات والحذف عن طريق تعيين قراءات غير معروفة)مبهمة (في مقابل الجينوم المرجعي)المعروف (المشروح جيدًا، وبالتالي توفر قائمة با الختالفات الجينية المحتملة التي قد تكون األساس ألي تباين وظيفي بين السالالت. ]9] 

## المبادئ التطورية
إحدى سمات البيولوجيا هي التطور، ونظرية التطور هي أي ًضا األساس النظري لعلم الجينوم المقارن، وفي الوقت نفسه، ان نتائج علم الجينوم المقارن اثرت)عملت على تقوية (وطورت نظرية التطور بشكل كبير. عند مقارنة اثنين أو أكثر من بنا ًء على السالسل الجينومية، فان واحدة يمكنها أن تستنتج العالقات التطورية للسالسل في شجرة النشوء والتطور. مجموعة متنوعة من بيانات البيولوجية للجينوم ودراسة عمليات التطور الرأسية واألفقية)أي ذلك في شجرة النشوء والتطور بناء على العالقات بين جينومات الكائنات الحية الممثلة بالشجرة (، يمكن للمرء أن يفهم األجزاء الحيوية من بنية الجينات ووظيفتها التنظيمية. 
تشابه الجينومات ذات الصلة هو أساس علم الجينوم المقارن. إذا كان لدى مخلوقين اصل مشترك من بعيد، فإن الختالفات بين جينوم النوعين تتطور من الجينوم األصلي. كلما اقتربت العالقة بين كائنين، زاد التشابه بين الجينومات. إذا كانت هناك عالقة وثيقة بينهما، فسيظهر الجينوم سلو ًكا خطيًا)تصاحب جيني)يصف نمط توزيع الجينات في الكروموسوم ((، أي ان بعض أو كل السالسل الجينية محفوظة)أي تشابه كبير في التسلسل الجيني (وبالتالي، يمكن استخدام تسلسل الجينوم لتحديد وظيفة الجينات، من خالل تحليل تماثلها)تشابه التسلسل (مع الجينات ذات الوظيفة المعروفة. 
السالسل ذات األصل المشترك هي سالسل ذات صلة في أصناف\كئنات مختلفة: يوجد جين في األنواع األصلية، وينقسم الكائنات\الصنف إلى نوعين، لذا فإن الجينات في األنواع الجديدة تكون متعامدة مع التسلسل في األنواع األصلية. يتم فصل السالسل المختلفة الصنف التابعة لنفس الكائن\النوع عن طريق استنساخ الجينات)ازدواج الجينات (: إذا تم نسخ جين معين في الجينوم، بعدها تكون نسخة السلسلتين متماثلين للجين األصلي)يعودان لنفس الكائن\النوع (. يُطلق على زوج من سلسلتين لهم نفس األصل من كائنات مختلفة باألزواج المتعامدة)المتعامدة: سالسل جينية متشابهة إلى حد كبير وجدت في كائنات مختلفة (، والزوج من سلسلتين لصنفين مختلفين من نفس الكائن يسمى األزواج الجانبية)نفس لكائن\النوع ولكن صنفين مختلفين (. عادة ما يكون لألزواج المتعامدة نفس الوظيفة أو وظيفة مماثلة، وهو ما ال ينطبق بالضرورة على األزواج الجانبية. في األزواج الجانبية، تميل السالسل إلى التطور لتصبح لها وظائف مختلفة. 

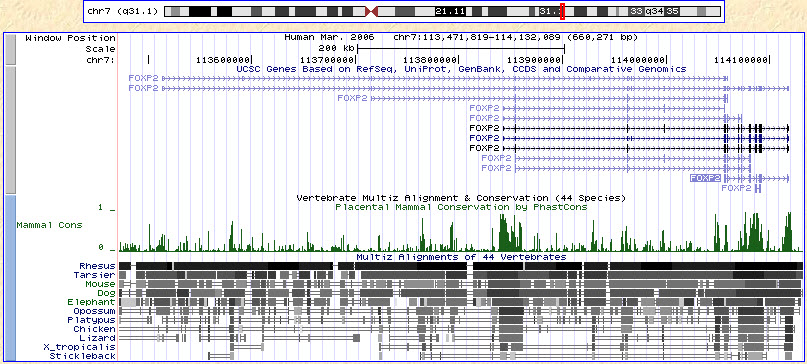
يظهر الجين البشري FOXP2 والحفظ التطوري في محاذاة(مطابقات) متعددة (أسفل الشكل) في هذه الصورة من متصفح UCSC Genome. لاحظ أن الحفظ يميل إلى التجمع حول مناطق التي تترجم الجين (exons).

ستغل الجينوم المقارن التشابهات والختالفات في البروتينات، والحمض النووي الريبي)RNA ،)والمناطق التنظيمية لكائنات مختلفة الستنتاج كيفية تصرف الختيار على هذه العناصر.هذه العناصر هي المسؤولة عن أوجه التشابه بين األنواع المختلفة يجب ان تكون محفوظة عبر الزمن)انتقاء الستقرار (، في حين يجب أن تكون العناصر المسؤولة عن الختالفات بين األنواع متباعدة)اختيار إيجابي (. أخي ًرا، العناصر غير المهمة للنجاح التطوري للكائن الحي لن يتم الحفاظ عليها)الختيار محايد (. 
غالبا ما يكون األمر معقدًا بسبب ً أحد األهداف المهمة لهذا المجال هو تحديد آليات تطور الجينوم حقيقية النواة. ومع ذلك، تعدد األحداث التي حدثت عبر تاريخ األنساب الفردية، ولم يتبق سوى آثار مشوهة)غير واضحة (ومركبة في جينوم كل كائن حي. لهذا السبب، تعد دراسات الجينوم المقارن لنماذج الكائنات الصغيرة)على سبيل المثال نموذج)هي دودة صغيرة خالية من الحياة elegans Caenorhabditis) و)لتهاب القنفذ البريغس:briggsae Caenorhabditis) ذات الصلة الوثيقة (ذات أهمية كبيرة لتعزيز فهمنا لآلليات العامة للتطور 

## أساليب
أصبحت الطرق الحسابية لمقارنة الجينوم مؤخ ًرا موضو ًعا شائعًا في علم الحاسوب. تتزايد مجموعة عامة من دراسات بدءا من مقارنات الجينوم بأكملها إلى تحليل التعبير الجيني. ]22 ]وقد زاد هذا من إدخال األفكار ً الحالة والمظاهرات، المختلفة، بما في ذلك مفاهيم النظم والتحكم، نظرية المعلومات، تحليل السالسل واستخراج البيانات. ]23 ]من المتوقع أن تصبح الطرق الحسابية وستظل موضو ًعا قياسيًا للبحث والتدريس، في حين ستبدأ دورات متعددة في تدريب الطالب على أن يجيدوا كال الموضوعين. ]24] 

## أدوات
تتطور األدوات الحسابية لتحليل التسلسالت والجينومات الكاملة بسرعة بسبب توفر كمية كبيرة من البيانات الجينية. في الوقت نفسه، يتم تطوير أدوات التحليل المقارنة وتحسينها. في التحديات المتعلقة بهذه التحليالت، من المهم للغاية تصور النتائج المقارنة. ]25] 
تصور حفظ تسلسل مهمة صعبة تحليل تسلسل المقارنة. كما نعلم، فإنه من غير الفعال للغاية دراسة مقارنة المناطق الجينومية الطويلة يدويًا. توفر متصفحات الجينوم المستندة إلى اإلنترنت العديد من األدوات المفيدة للتحقق من تسلسل الجينوم بسبب دمج جميع المعلومات البيولوجية المستندة إلى التسلسل في المناطق الجينومية. عندما نستخرج كمية كبيرة من البيانات البيولوجية ذات الصلة، يمكن أن تكون سهلة الستخدام للغاية وتستهلك وقتًا أقل. ]25] 
- متصفح)UCSC :(يحتوي هذا الموقع على التسلسل المرجعي)المعروف (وتعمل مجموعات مسودة)يتم الرجوع اليها (لمجموعة كبيرة من الجينومات. ]26] (Ensembl :)ينتج مشروع Ensembl قواعد بيانات الجينوم للفقاريات وغيرها من أنواع حقيقية النواة، ويجعل هذه المعلومات متاحة مجانًا عبر اإلنترنت. ]27])MapView :(يوفر Viewer Map مجموعة واسعة من بيانات رسم الخرائط وتسلسل الجينوم. ]28] (VISTA :) هي مجموعة شاملة من البرامج وقواعد البيانات لتحليل مقارنة السالسل الجينية. تم بناؤه لتصور نتائج تحليل عملية المقارنة على أساس محاذاة)مطابقة (الحمض النووي. يمكن أن يتناسب عرض البيانات المقارنة التي يتم إنشاؤها بواسطة VISTA بسهولة مع الحجم الصغير والكبير من البيانات. ]29]
- r Genome BlueJay : أداة تصوير قائمة بذاتها للعرض متعدد المقاييس للجينومات المشروحة)المالحظة (والعناصر الجينومية األخرى. ]30]

تتمثل ميزة استخدام األدوات عبر اإلنترنت في أن هذه المواقع يتم تطويرها وتحديثها باستمرار. هناك العديد من اإلعدادات والمحتوى الجديد الذي يمكن استخدامه عبر اإلنترنت لتحسين الكفاءة. ]25] 

## تطبيقات

### الزراعة
الزراعة مجال يجمع فوائد علم الجينوم المقارن. يعد تحديد مواقع الجينات المفيدة خطوة أساسية في استنبات المحاصيل التي تم تحسينها لتحقيق قدر أكبر من النتاج وفعالية التكلفة والجودة ومقاومة األمراض. على سبيل المثال، كشفت إحدى مرتب بعدة فئات\مستويات ًط دراسات الرتباط الواسع للجينوم التي أجريت على 517 نو ًعا من أنواع األرز عن 80 موقعًا ا من\باألداء الزراعي، مثل وزن الحبوب، ومحتوى األميلوز، وتحمل الجفاف. العديد من المواقع كانت غير معروفة سابقا. ]31 ]هذه المنهجية ليست فعالة فحسب، بل إنها سريعة أي ًضا. تتطلب الطرق السابقة لتحديد المواضع المرتبطة باألداء الزراعي عدة أجيال من التكاثر الخاضع للمراقبة بعناية من السالالت األم، وهو جهد مضيعة للوقت وغير ضروري للدراسات الجينومية المقارنة. ]32] 

### دواء
يستفيد المجال الطبي أي ًضا من دراسة الجينوم المقارن. شهدت اللقاحات على وجه الخصوص تطورات مفيدة في التكنولوجيا بسبب األساليب الجينومية للمشاكل. في طريقة تُعرف باسم اللقاح العكسي، يمكن للباحثين اكتشاف المستضدات المرشحة لتطوير اللقاح من خالل تحليل الجينوم الممرض أو عائلة من مسببات األمراض. ]33 ]إن تطبيق نهج الجينوم المقارن عن طريق تحليل جينومات العديد من مسببات األمراض ذات الصلة يمكن أن يؤدي إلى تطوير لقاحات متعددة الفعالية. استخدم فريق من الباحثين مثل هذا النهج إلنشاء لقاح عالمي للمجموعة ب من العقديات، وهي مجموعة من البكتيريا المسؤولة عن العدوى الوليدية الوخيمة. ]34 ]يمكن أي ًضا استخدام الجينوم المقارن إلنشاء ًطا وثيقًا بالكائنات الدقيقة المتعايشة. على سبيل المثال، خصوصية للقاحات ضد مسببات األمراض التي ترتبط ارتبا استخدم الباحثون التحليل الجيني المقارن للسالالت المتعاقبة والمسببة لألمراض اإلشريكية القولونية لتحديد الجينات المحددة لمسببات األمراض كأساس إليجاد المستضدات التي تؤدي إلى استجابة مناعية ضد السالالت المسببة لألمراض ولكن ليس تلك المتتالية. ]35 ]في مايو من عام 2019، باستخدام مجموعة الجينوم العالمية، قام فريق من المملكة أهدافً محتملة المتحدة وأستراليا بسلسلة اآلالف من العزالت التي تم جمعها عالميًا من المجموعة أ العقدية، مما يوفر ا ال، المعروف أي ًضا باسم pyogenes. S[ . 36ُ ]مْمِر لتطوير لقاح ضد ض 

### ابحاث
جديدة في مجا الت بحث أخرى. نظ ًرا ألن تكنولوجيا تسلسل الحمض النووي علم الجينوم المقارن يفتح أي ًضا طرقً أصبحت أكثر سهولة، مما زاد عدد الجينومات المتسلسلة. مع زيادة البيانات الجينية المتاحة، فان قوة الستدالل للعلم الجيني المقارن نمت أي ًضا. تم العثور على حالة ملحوظة من زيادة هذه الفاعلية في البحوث الرئيسية األخيرة. سمحت األساليب\نظريات علم الجينوم المقارن للباحثين بجمع المعلومات حول التنوع الوراثي، التعبير الجيني المستمد، والحركات التطورية في األوليات التي ال يمكن تمييزها باستخدام البيانات والطرق السابقة. ]37 ]استخدم مشروع)جريت طرق \نظريات علم الجينوم المقارن لدراسة التنوع الوراثي مع اإلشارة إلى األنواع الستة لل)جريت آيب (، ً آيب جينوم (ا حيث وجدت مستويات صحية من التباين في مجموعة الجينات الخاصة بها على الرغم من تقلص حجم السكان. ]38 ] أظهرت دراسة أخرى أن أنماط من مثيلة الحمض النووي)ي استبدال ذرات الهيدروجين بمجموعة ميثيل (، وهي آلية تنظيم معروفة للتعبير الجيني، تختلف في القشرة المخية األمامية للبشر مقابل الشمبانزي، وتضمن هذا الختالف في الختالف التطوري للنوعين. ]39] 